# Игуман Василије (Митровић)
Василије Митровић (Доњи Вакуф, 22. септембар 1955) јеромонах је Српске православне цркве и старешина Манастира Врањаша.

## Биографија
Игуман Василије (Митровић), рођен је 22. септембара 1955, у Доњем Вакуфу. Радио је као инжењер заштите од пожара, да би у манастир ступио 1991. године. На други дан Духова, 21. јуна 1992, у Манастир Свете Тројице на Овчару, у Жичкој епархији, замонашио га је епископ Стефан Боца, давши му монашко име Василије.
Неко време провео је у Банатској епархији, у Манастиру Баваниште и Манастиру Средиште. У чин јерођакона рукоположио га је епископ сремски господин Василије Вадић, 9. марта, у Манастиру Фенеку, а за јеромонаха, у Манастир Беочин, 30. марта 2014. године. За настојатеља Манастира Врањаша именован је од стране епископа сремскога Василија 28. фебруара исте године где је и данас.